# Cortinarius peraureus
Cortinarius peraureus är en svampart som beskrevs av Soop 1998. Cortinarius peraureus ingår i släktet Cortinarius och familjen spindlingar.   Inga underarter finns listade i Catalogue of Life.